# 鸡鸣堂
鸡鸣堂（Church of Saint Peter in Gallicantu）是一座罗马天主教堂，位于耶路撒冷城外锡安山的东坡。这座教堂是纪念彼得在鸡叫两次以前三次否认耶稣。 

## 历史
据信此处是大祭司该亚法的府邸，彼得否认耶稣事件的发生地点。457年此处建起了一座拜占庭小堂，但是在1010年被穆斯林入侵者所毁。1102年十字军重建小堂，并使用今天名称。耶路撒冷陷落以后它再度沦为废墟，直到1931年才重建。屋顶塑有金色公鸡。

## 布局和设计
教堂入口处的停车场高于教堂地面。在院子里是一个描绘否认事件的雕像，描绘了公鸡、妇女和罗马士兵。碑文是圣经经节：“彼得却不承认，说：女子，我不认得他”。入口两侧的锻铁门刻有圣经题材的浮雕。巨大的五彩色镶嵌画描绘新约人物。面对入口是耶稣被绑，在该亚法府邸受审，右侧是耶稣和十二使徒共进最后的晚餐，左侧是彼得，穿着教宗的衣服。天花板有一个巨大的十字型窗口，五彩斑斓。苦路十四站列在墙上，有简单的十字架标记。

### 下堂和隐窝
在上堂下面是一个小堂，墙壁上刻有5世纪基督徒留下来的十字架。再往下一层有一个第二圣殿时期的洞穴。由于传统认为该亚法府邸位于此处，许多人相信，耶稣被逮捕后，可能被羁押在其中一个地下洞穴，但是，这些地下洞穴在古罗马时代是正常的，经常用作酒窖，蓄水池和浴室。在教会的北侧是一条古老的楼梯，通往汲沦谷。这可能是在第一圣殿时期，从上城到下城的一条通道。许多基督徒相信耶稣在被捕的晚上，是走这条路到客西马尼园。

## 管理
这座教堂的文字大部分使用法文。这是因为这座教堂属于1887年成立的法国修会圣母升天会（Assumptionist Fathers）。该修会总部在耶路撒冷的法国圣母院（Notre Dame de France），于1889年建成。